# 게티즈버그 전역

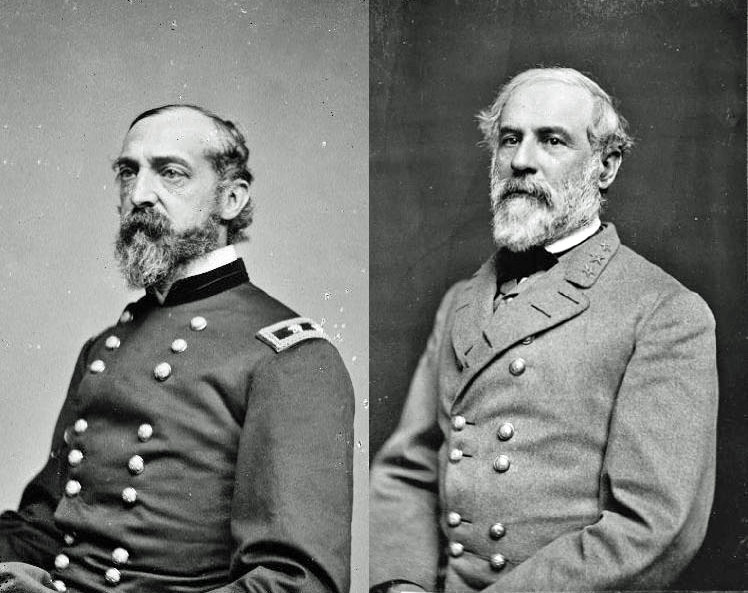
게티즈버그 전역의 양군 최고 지휘관. 북군의 조지 미드(왼쪽)와 남군의 로버트 리(오른쪽)

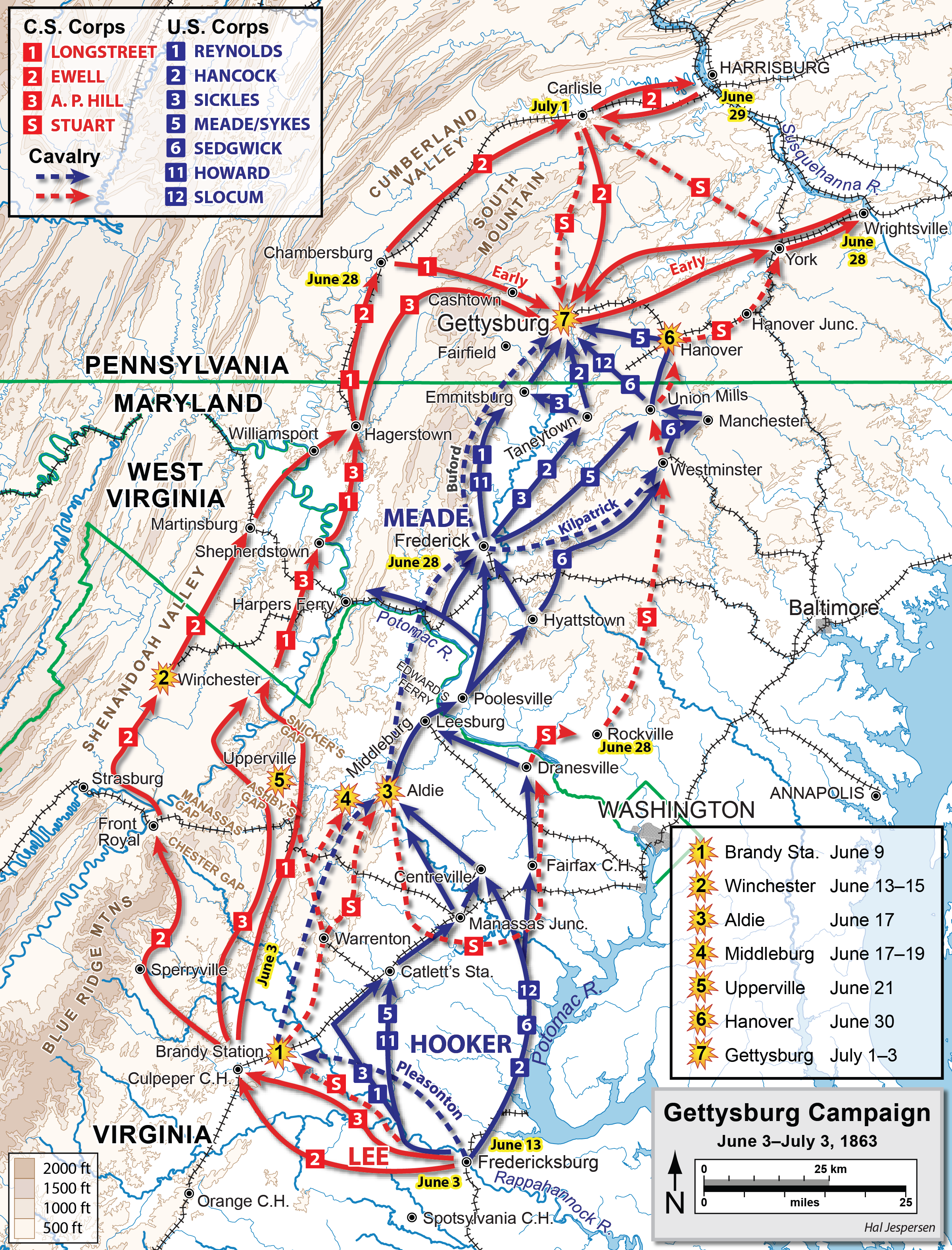
게티즈버그 전역 전체 조감도. 실선이 주력인 보병군단들이며, 점선은 양군 기병대의 기동 상황이다.
남군
북군

게티즈버그 전역(Gettysburg Campaign)은 남북전쟁 중인 1863년 6월과 7월에 걸쳐 동부전선인 펜실베이니아주 게티즈버그에서 벌어진 일련의 전투들이다. 챈슬러즈빌 전투 승리 후, 남부동맹의 로버트 리는 북버지니아군을 이끌고 버지니아주에서 북쪽으로 진격하기 시작하여 메릴랜드주를 거쳐 펜실베이니아주로 진격했다. 조지프 후커 소장과 그의 해임 후 6월 28일부터 조지 미드 소장이 이끈 북군의 포토맥군이 리를 추격하여 게티즈버그 전투에서 그를 패배시켰다. 그러나, 미드는 리가 버지니아로 탈출하는 것은 막지 못했다.
펜실베니아 주 남부 대부분은 게티스버그 전역을 [1863년 긴급사태]로써 널리 알려졌고, 주지사 앤드루 카틴이 긴급히 지원민병 연대 여러부대를 조직해 침공위협에 대항했다. 이 군사작전에서 메릴랜드주 와 펜실베니아 주에서 피난민 수천명이 진격해 오는 남군을 피해 북쪽과 동쪽으로 도망쳤지만, 펜실베니아 주 남부의 보로 나 군에서는 인구의 변동은 없었다. 또 이 전투에서의 피해는 47,000명 정도였고, 시민의 재산피해액은 수십만 달러에 달했다.

## 배경
남부동맹 육군 로버트 E. 리 장군의 북버지니아군이 연방의 포토맥군을 챈슬러즈빌 전투(1863년 5월 1일 ~ 5월 15일)에서 격파하고 승리한 지 얼마 후에, 리 장군은 2번째 북부 침공을 결정했다. 이 행동은 북군의 여름 작전 계획을 막고, 남군에겐 라파하노그 강의 배후에 방어진지를 구축할 수 있는 상태를 만들고, 북부의 풍부한 농원에서 얻은 물자로 군대에 보급하는 동안, 전쟁으로 황폐화된 버지니아에 숨돌릴 수 있는 휴식을 주는 것이 목적이었다. 또한, 리의 북버지니아군은 필라델피아, 볼티모어, 워싱턴 D.C.를 위협하여 당시 북부에서 일고 있던 평화운동을 고무시키고자 했다. 리의 목적은, 이로써 에이브러햄 링컨이 남부의 독립을 인정하게끔 강요하여 전쟁을 끝내려고 하는 것이었다. 리는 4월 19일 아내에게 보낸 편지에 다음과 같이 썼다.
| “ | 다음 가을에 북부에서 여론을 크게 변화시켜야만 한다오. 공화당을 무너뜨려, 평화를 주장하는 사람들의 입장을 강화하게 해, 이를 추진하려는 다음 정권이 들어서야만 한다오. | ” |

남부동맹 정부는 북군에게 위협받던 빅스버그와 포위된 빅스버그 수비대를 구원하기를 리에게 바랐지만, 리는 군대를 파견하는 직접적인 구원이란 제안을 거부하고, 북동부에서 타격을 집중시키는 게 가치가 있다고 주장했다.
기본적으로 리의 전략은 1862년 메릴랜드 전역에서 사용했던 전략과 본질적으로 똑같은 것이었다. 앤티텀 전투 때 리가 군단지휘관에게 보낸 유명한 명령서(191호)를 북군의 조지 매클렐런 소장이 입수해, 리가 충분히 군대를 모으기 전에 전투를 벌일 수밖에 없었기 때문에, 매클라렌이 침공군을 격파했다는 비밀을 극히 최근에서야 빛을 보게 되었다. 또한, 조지프 후커에 대한 북부침공을 성공시켰다는 자신감으로 가득했다. 거기에 챈슬러즈빌 전투 후, 자신의 군대에 최고의 신뢰를 가졌기에 그들이라면 리가 생각한 도전을 받아들일 수 있을것이라 생각했다.
1863년 6월 3일, 리의 북버지니아군은 프레더릭스버그를 출발하여 북서쪽으로 기동하기 시작했다. 리의 기동 계획은 셰넌도어 계곡을 통해 메릴랜드주와 펜실베이니아주를 거쳐 북군의 후방으로 가는 것이었다.

## 북군과 남군의 전력
남군의 리 장군은 스톤월 잭슨 중장의 사망 후, 2개 군단으로 구성된 북버지니아군을 3개 군단으로 재편했다. 3개 군단으로 나눈 것은 보다 원활한 작전 운용을 위해서였다. 제임스 롱스트리트 중장은 제1군단장에 그대로 유임되었지만, 1개 사단이 감축되었다. 과거 잭슨이 지휘하던 군단은 2개 군단으로 분리되어, 제2군단은 리처드 S. 이월 중장이 군단장이 되었고, 제3군단은 A. P. 힐 중장이 군단장에 임명되었다. 이 3개 군단과 젭 스튜어트 소장의 기병 사단을 합쳐 구성된 북버지니아군은 대략 75,000여 명 수준이었다.
조지프 후커 소장이 지휘하는 북군 주력인 포토맥군은 총 7개 보병군단과 포병대, 1개 기병군단 및 예비 포병대로 구성되어 전체 병력은 9만여 명에 달했다. 그러나 미국 대통령 에이브러햄 링컨은 얼마안가 후커를 조지 미드 소장으로 교체했다. 후커의 챈스러즈빌 전투 패배 및 리의 2차 북부 침공에 소극적으로 대응했기 때문이었다. 미드는 6월 28일부터 지휘권을 인수하여 포토맥군을 지휘했다.
7월 1일, 게티즈버그 전투 개시 시점의 양군의 부대 및 지휘관은 다음 문서를 참조하라.
- 남부 북버지니아군 - 게티즈버그의 남군 전투 서열 참조
- 북부 포토맥군 - 게티즈버그의 북군 전투 서열 참조

## 게티즈버그 전역 기간 중 벌어진 전투
다음은 게티즈버그 전역 기간 중 벌어진 전투다.

### 브랜디역 전투(6월 9일)
전쟁 중 가장 큰 규모로 치러진 기병대간의 전투다. 알프레드 플리슨튼 소장이 지휘하는 북군 기병대가 브랜디역 근교에 주둔하고 있던 젭 스튜어트를 새벽에 기습 공격한 것이다. 플리슨튼의 기병대는 리의 북버지니아군의 동향을 파악하고자 강행 정찰 중이었다. 근처에 있던 리의 보병 부대의 위치를 찾아내기 전에 플리슨튼이 후퇴하긴 했지만, 이 전투의 승패는 분명하지 않다. 하지만, 북군 기병대로부터 기습을 당할 것이라고는 생각하지 않았던 스튜어트는 자존심이 상했고, 명예와 자존심을 회복하겠다며, 독단으로 북군 후방으로 침투하게 된다. 이것이 나중에 게티즈버그 전투에서 남군에 좋지 않은 영향을 결과를 가져오게 된다. 브랜디역 전투는 북군 기병대의 명성을 남군 기병대 못지않게 세워줬다. 한편, 브랜디역 전투 후, 이월의 2군단이 마나서스 갭에서 블루리지산맥을 넘어 북쪽으로 기동했다.

### 제2차 윈체스터 전투(6월 13일~6월 15일)
이월 군단은 남군이 블루리지산맥을 건너 북쪽으로 기동할 수 있도록 로버트 밀로이 소장이 지휘하는 윈체스터 수비대를 격파하고셰넌도어 계곡을 깨끗이 정비했다. 이월의 군단이 선두에 선 것인데, 그와 그의 군단이 과거 잭슨의 휘하에서 셰넌도어 계곡에 대해 너무나 잘 알고 있었기 때문이었다. 윈체스터를 지키던 밀로이 소장은 하퍼스페리로 후퇴하라는 명령을 받았지만, 요새가 공격이나 포위전에 견딜 수 있다고 생각해서 자기 자신은 윈체스터에 잔류했었다. 6월 14일 해가 질 무렵, 밀로이 소장은 찰스타운에 도착할 수 있을 것이라는 희망으로 윈체스터에서 철수했다. 그러나, 남군의 에드워드 존슨 사단의 공격을 받아 후퇴로를 차단당했다. 대략 3,000명 이상이 포로가 되었고, 남군은 수많은 소총과 보급 마차를 탈취했다. 리는 원래 롱스트리트 군단과 힐 군단을 블루리지산맥 동쪽에 배치할 생각이었지만, 이월의 윈체스터 전투 승리로 필요한 보급이 가능하도록 서쪽으로 이동 배치하게 되었다. 이로써 북버지니아군 전체가 셰넌도어 계곡에서 북쪽으로 계속 기동하게 되었다.
한편, 포토맥군은 익숙하지 않은 길로 이동하고 있었다. 6월 16일, 포토맥 군은 매나서스 환승역에 도착했다. 후커는 리의 의도에 대해 아무것도 몰랐고, 스튜어트 기병대가 블루리지산맥 후방에서 북버니아군의 움직임을 감추고 있다는 것도 몰랐다. 후커는 원래 리가 없는 동안 방어가 허술해질 리치먼드를 점령할 생각이었다. 그러나, 링컨은 단호하게 리의 북버지니아군이 진짜 목표라는 점을 환기시켰다. 링컨의 명령은 리를 추격하여 패배시키라는 것이었고, 구체적으로는 리와 워싱턴, 볼티모어 사이에서 대기하라는 명령했다. 워싱턴을 지키며 리치먼드가 아닌 리를 공격하라는 명령이었다.

### 앨디 전투(6월 17일)
저드슨 킬패트릭의 북군 기병여단과 토마스 문포드 대령의 남군 기병대 간에 벌어진 전투. 4시간의 산악전 끝에 킬패트릭은 증원군을 받아 문포드를 미들버그로 쫓아냈다.

### 미들버그 전투(6월 17일~6월 19일)
제1 로드아일랜드 기병대가 남군의 2개 기병여단의 기습 공격을 받고 추격당한 전투. 6월 19일에 스튜어트의 본대를 미들버그에서 쫓아냈고 스튜어트 기병대는 계곡으로 멀리 철수했다.

### 어퍼빌 전투(6월 21일)
존 뷰퍼드 준장의 기병 사단이 남군 기병대 좌익을 공격한 전투다. 스튜어트는 애쉬비 갭 근처의 강력한 방어 진지로 후퇴했으나, 곧 3개 기병여단을 이끌고 계곡을 떠났다. 스튜어트는 포토맥군 우익의 뒤로 돌아 동쪽으로 향하여 장거리 정찰 및 기습을 가할 생각이었다. 이것은 전쟁 중 가장 논란이 된 사건 중 하나가 되었다. 리가 스튜어트에 내린 명령은 보병군단을 호위하고 북군의 움직임에 대해 정보를 수집하여 보고하라는 것이었다. 그러나 스튜어트는 리의 명령을 제대로 이해하지 못했거나 무시했든가 둘 중에 하나였다. 리는 적의 영역 내에서 장님이 된 채 남겨진 셈이었고, 반면에 스튜어트는 북군 주변을 맴돌며 보급부대를 기습하면서 예전의 자신의 명예를 다시 세우려고 했다. 브랜디역 전투에서 기습을 당해 자존심에 상처를 입은 것도 한 요인이었다.
이월의 군단은 2개 사단이 컴버랜드 계곡을 통해 해리스버그를 위협하면서 계곡 깊숙이 압박을 가했다. 반면 주벌 앤더슨 얼리의 사단은 사우스 산맥을 넘어 동쪽으로 진격했다. 6월 26일, 얼리 사단은 긴급 소집된 펜실베이니아주 민병대와 기병 2개 중대와 사소한 교전을 치른 후 게티즈버그를 점령하려 했다.
6월 27일 저녁, 링컨은 후커를 부담감에서 해방시키는 명령을 내렸다. "파이팅 조"(후커의 별명)은 하퍼스페리 수비 문제에 대해 육군 최고사령관 헨리 할렉 장군과 언쟁을 벌였고, 사임을 요청했다. 전부터 후커의 행적이 불만스러웠던 할렉과 링컨은 후커를 해임할 수 있는 기회를 잡았다. 5군단 군단장이던 조지 미드에게 6월 28일 아침 일찍 프레데릭크에서 포토맥군의 지휘권을 인계받으라는 명령이 내려졌다. 미드는 전부터 포토맥군 사령관 자리에는 별로 관심이 없다고 얘기해왔던 터라, 포토맥군 사령관으로 자신을 임명한 것에 대해 매우 놀랐다. 사실, 워싱턴에서 연락장교가 그에게 그 명령을 전달하러 왔을 때, 정작 미드 자신은 뭔가 위반 행위 때문에 체포되는 것이라고 생각했을 정도였다. 후커의 작전 계획이나 북서쪽으로 빠르게 기동하는 남군 3개 종대의 정확한 위치에 대해 정보가 없었음에도 불구하고, 미드는 리와 남군의 진격 속도에 맞춰 뒤를 일단 추격하기 시작했다.
리는 북군이 원래 주둔지를 떠나 북쪽으로 이동하고 있다는 사실을 전혀 모르고 있었다. 스튜어트 기병대가 제대로 첩보를 보고하지 않은 덕분에 리는 주변 상황에 대해 아무런 정보를 갖고 있지 않았고, 롱스트리가 고용한 첩보원이 6월 28일에 북군이 포토맥 강을 건너 리의 진격로를 따라 추격해오고 있다는 보고를 해오자 그때서야 상황을 알게 되었다. 이때 3개 군단으로 나뉜 남군은 서로 너무 멀리 분산되어 있었다. 이월 군단은 서스퀘해나 강에 도착하여 펜실베이니아 주도인 해리스버그를 위협할 준비를 했고, 얼리 사단은 요크를 점령했다. 요크는 전쟁 중 남군이 점령한 도시 중 가장 북쪽에 있는 도시였다. 롱스트리트와 힐은 챔버스버그 근처에 있었다. 리는 긴급 메시지를 군단장들에게 보내 캐쉬타운이나 게티즈버그 근처로 집결하라고 명령했다.

### 하노버 전투(6월 30일)
북군을 상대로 장러기 기습에 나선 젭 스튜어트는 북군 기병연대를 공격해 하노버의 거리를 따라 밀어붙였다. 북군의 엘른 파른스워스 준장의 여단이 도착해 반격했고, 거의 스튜어트를 붙잡을 뻔했다. 북군의 지원부대가 도착한 후, 스튜어트는 막다른 곳에 몰렸고, 동쪽으로 멀리 도망쳐야 했다. 진격하는 이월과 접촉을 유지하라는 명령은 지켜지지 않았다. 이때는 리가 대규모 전투를 벌이기 이틀 전이었다.

### 칼라일 전투(7월 1일)
이월의 군단의 위치를 파악하고자, 스튜어트는 칼라일로 향했는데, 그곳은 며칠 전에 이월이 점령했던 곳이었다. 젭 스튜어트는 소규모 북군 민병대가 마을을 점령하고 있는 것을 발견했고, 그들을 몰아내기 위해 전투를 벌였다.

### 게티즈버그 전투(7월 1일~7월 3일)
게티즈버그 전투는 전쟁 중 가장 큰 전투였으며, 전환점으로 간주된다. 미드는 양측을 합쳐 16만여 명이 51,000여 명의 사상자를 낸 3일간 전투에서 승리를 거두었다. 게티즈버그 전투는 7월 1일 아침, 헨리 히스 사단의 여단이 뷰퍼드의 기병대 및 뷰퍼드를 지원하러 달려온 존 레이놀즈의 북군 1 군단과 교전하면서 시작되었다. 북군 11 군단이 도착하면서, 11군단과 1군단은 게티즈버그 북쪽에서 내려온 이월 및 힐의 군단과 싸웠고, 점차 마을로 밀려났다. 두 군단은 마을 남쪽의 묘지 언덕, 컬프스힐, 묘지 능선 등의 방어지점을 확보했다. 7월 2일, 리는 미드의 북군에 대해 좌우 양쪽에서 대규모 공격을 개시했다. 격렬한 전투는 리틀 라운드 탑, 악마의 소굴, 밀밭, 복숭아 과수원, 동쪽 묘지 언덕과 컬스프힐에서 벌어졌다. 미드는 내선을 따라 부대를 배치했고, 남군의 진격을 저지했다. 7월 3일, 리는 북군 중앙 진지에 대해 피켓의 돌격을 감행했으나, 3개 사단이 도륙되었다. 이때 스튜어트는 복귀하여 기병대를 이끌고 북군 후방으로 침투하려다가 주요 전장으로부터 동쪽에서 별로 전황에 영향을 주지 못한 전투를 치렀다. 두 군대는 7월 4일까지 각자의 진지에서 대치했고(이 날, 빅스버그 전투가 북군의 승리로 끝났다), 리는 후퇴를 명령했다.

### 헌터스타운 전투(7월 2일)
스튜어트가 게티즈버그에 도착한 후, 웨이드 햄프턴 3세에게 남군 전선의 좌익을 엄호할 지점을 확보하라는 명령을 내렸다. 햄프턴은 헌터스타운 도로를 따라 마을 북동쪽 5.8km지점으로 갔다. 공교롭게도 북군도 기병대를 보내 리의 전선 후방으로 우회하려고 하고 있었다. 저드슨 킬패트릭 사단의 조지 암스트롱 커스터와 엘른 파른스워스의 2개 기병여단이 남군 좌익 끝지점에서 침투로를 탐색하고 있었다. 커스터는 헌터스타운과 게티즈버그 사이의 도로에서 햄프턴을 공격했고, 햄프턴도 반격했다. 파른스워스 여단이 도착했을 때 햄프턴은 그의 공격을 막지 못했고, 햄프턴이 게티즈버그쪽로 후퇴할 때까지 저녁이 될 때까지 포병대가 계속 포격을 퍼부었다.

### 페어필드 전투(7월 3일)

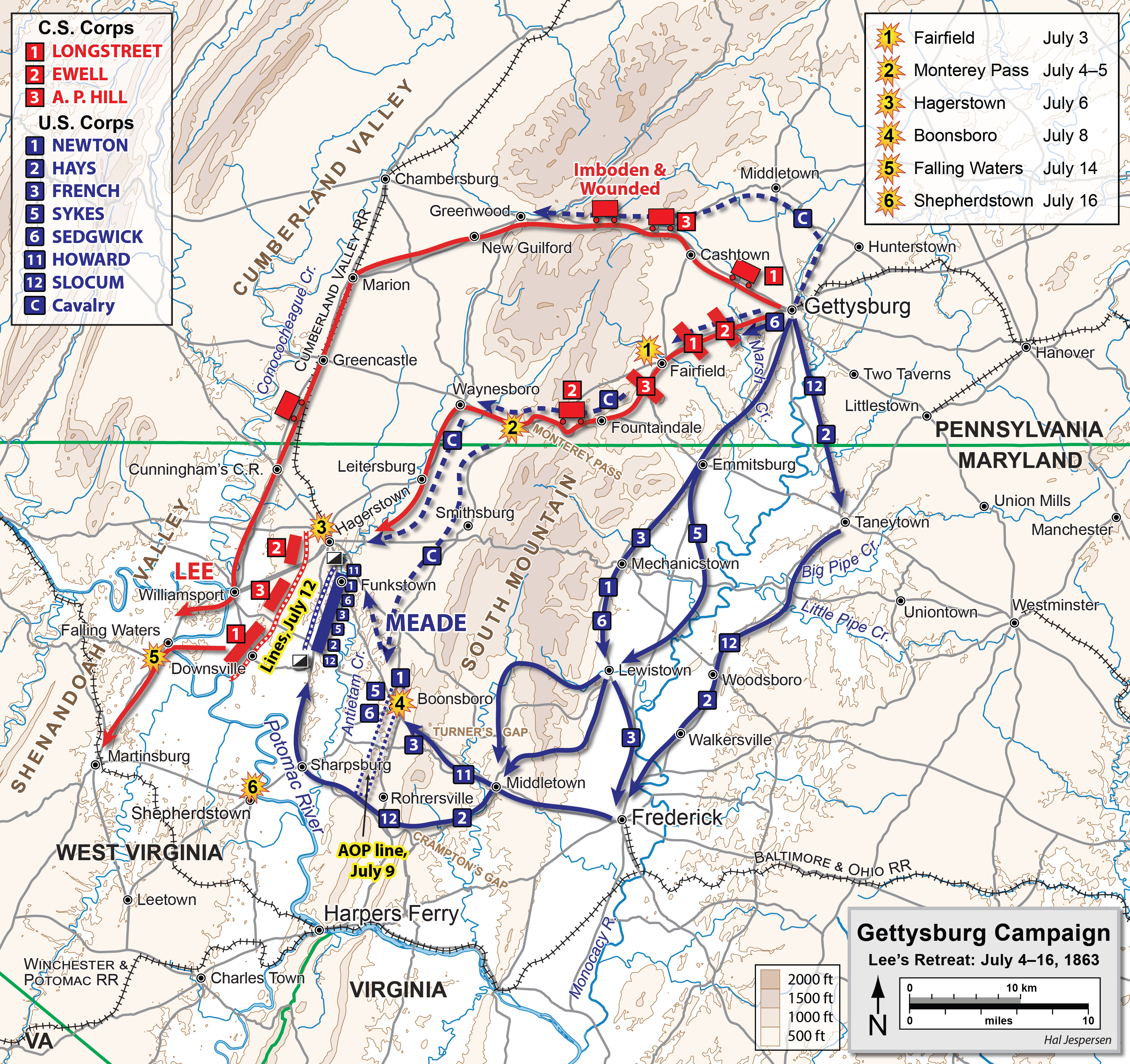
7월 5일 ~ 7월 14일까지 게티즈버그 전역 상황도

7월 3일 오후 중반 윌리엄 E. 존스 "로렐 여단" 예하 소부대가 페어필드 근처에서 북군 6기병대와 충돌한 교전이다. 6 버지니아 기병대가 격퇴당한 첫 번째 전투 후, 존스는 7 버지니아 기병대와 포병대를 끌고 왔다. 증원군 덕분에 존스는 방어진지에서 북군을 몰아내고 약 3마일(약 4.8km) 가량을 추격했다. 존스의 승리로 남군은 포토맥 강으로 후퇴로인 하게스타운 도로를 확보하게 되었다.

### 윌리엄스포트 전투(7월 6일~7월 16일)
윌리엄스포트 전투는 리가 포토맥 강으로 철수하는 동안 벌어진 소규모 교전들 중에 하나다. 미드는 리를 추격하긴 했지만 리가 포토맥 강을 건너 빠져나가기 전에 공격할 수가 없었다. 7월 4일 이후 많은 비가 내려 도로 사정이 양쪽 모두에 추격과 후퇴에 지장을 주었다. 그러나 리에겐 그런 와중에도 미드보다 먼저 서둘러야 하는 입장이었다. 부상자 수송 마차를 호위하던 남군 기병대 존 D. 임보덴(John D. Imobden) 준장은 7월 6일 비 때문에 불어나 강물이 넘쳐흐르는 바람에 길이 끊겨, 총을 들 수 있는 부상자들과 함께 존 뷰퍼드와 킬 패트릭이 지휘하는 북군 기병대에 맞서 싸웠다. 7월 12일에 부하들과 참모회의를 소집한 미드는 리가 강을 안전하게 건너기 전인 7월 14일에 공격할 것을 결정했다. 그러나, 리의 북버지니아군은 7월 13일 밤과 7월 14일에 폴링워터스에서 강을 건넜고, 미드의 계획은 수포로 돌아갔다. 히스 사단 예하 부대가 도하를 엄호했고, 북군의 킬패트릭 기병대가 후방 경계 중이던 남군 약 700여 명을 포로로 잡았다. 피켓의 돌격에서 살아남은 남군 존스턴 페티그루 준장이 이 전투에서 심각한 부상을 입었다.

### 본스보로 전투(7월 8일)
리가 포토맥 강을 건너기 전에 사우스 산맥에서 양군 기병대 간에 벌어진 전투

### 매너서스 갭 전투(7월 23일)
미드는 셰넌도어 계곡에서 후퇴하는 리의 군대를 공격하는 데 실패했다. 윌리엄 프렌치 소장의 돌격은 협동이 잘 안되었고, 남군을 몰아내기는 했으나, 남군은 비교적 큰 피해없이 빠져나가는 데 성공했다. 7월 24일 북군은 프론트로얄을 점령했지만, 리의 북버지니아군은 안전하게 추격권에서 벗어난 상태였다. 게티즈버그 전역은 이로써 종결되었다.

## 전역을 마친 뒤
게티즈버그 전역은 리가 마지막으로 추진한 대규모 공세였다. 이때를 기점으로 북버지니아군의 전투 작전은 북군에 주도권을 내주고 끌려다니게 되었다. 리는 27,000여 명이 넘는 사상자를 냈고, 북군의 피해는 약 30,100명이었다. 남부 입장에서는 견뎌내기 힘든 손실이었다. 그리고 게티즈버그 전역은 애초 리가 목적한 바를 하나도 달성하지 못했다. 이 원정을 추진하게 된 원인이었던 빅스버그만 해도, 리가 게티즈버그 전투에서 패한 다음 날인 7월 4일에 율리시스 그랜트에게 항복한 것이다.
그러나, 미드는 리가 탈출하게 내버려두었다고 비난을 샀다. 이것은 앤티텀 전투 후 조지 매클라렌의 상황과 같은 경우였다. 하지만 미드는 비록 리를 물리쳤다고는 하나, 신중한 선택이었다고 옹호하는 의견도 있다. 링컨의 압력으로, 그는 가을에 브리스톨 전역과 마인런 전투를 치렀다. 두 전투 모두 리를 패배시키려는 것이었으나, 두 번 모두 미드가 패했다. 미드는 게티즈버그에서 그의 행동과 포토맥 강에서 리에게 당한 패전으로 미국 상하원 합동 전쟁수행위원회에서 정적들로부터 수모를 당하기도 했다.
1863년 11월 19일, 에이브러햄 링컨 대통령은 게티즈버그 전장에 세워진 국립 묘지 헌납식에서 연설을 했다. 그의 게티즈버그 연설은 노예제도 폐지로 명명된 특별한 목적으로 전쟁을 언급했고, "새로운 자유의 탄생"이라고 주장했다.

## 참고 문헌
- National Park Service battle descriptions 보관됨 2015-03-19 - 웨이백 머신
- Coddington, Edwin B., The Gettysburg Campaign; a study in command, Scribner's, 1968, ISBN 0-684-84569-5.
- Esposito, Vincent J., West Point Atlas of American Wars, Frederick A. Praeger, 1959.
- Longacre, Edward G., The Cavalry at Gettysburg, University of Nebraska Press, 1986, ISBN 0-8032-7941-8.
- Sears, Stephen W., Gettysburg, Houghton Mifflin, 2003, ISBN 0-395-86761-4.
- Busey, John W., and Martin, David G., Regimental Strengths and Losses at Gettysburg, 4th Ed., Longstreet House, 2005, ISBN 0-944413-67-6.
- Clark, Champ, and the Editors of Time-Life Books, Gettysburg: The Confederate High Tide, Time-Life Books, 1985, ISBN 0-8094-4758-4.
- Cole, J. Timothy and Bradley R. Foley., Collett Leventhorpe, the English Confederate: the Life of a Civil War General, 1815-1889, West Jefferson NC: McFarland Publishers, 2007, ISBN 978-0-7864-2649-2.
- Eicher, David J., The Longest Night: A Military History of the Civil War, Simon & Schuster, 2001, ISBN 0-684-84944-5.
- Foote, Shelby, The Civil War, A Narrative: Fredericksburg to Meridian, Random House, 1958, ISBN 0-394-49517-9.
- Harman, Troy D., Lee's Real Plan at Gettysburg, Stackpole Books, 2003, ISBN 0-8117-0054-2.
- Martin, David G., Gettysburg July 1, rev. ed., Combined Publishing, 1996, ISBN 0-938289-81-0.
- McPherson, James M., Battle Cry of Freedom: The Civil War Era (Oxford History of the United States), Oxford University Press, 1988, ISBN 0-19-503863-0.
- Nye, Wilbur S., Here Come the Rebels!, Louisiana State University Press, 1965 (reprinted by Morningside House, 1984), ISBN 0-89029-080-6.
- Pfanz, Harry W., Gettysburg – The First Day, University of North Carolina Press, 2001, ISBN 0-8078-2624-3.
- Pfanz, Harry W., Gettysburg – The Second Day, University of North Carolina Press, 1987, ISBN 0-8078-1749-X.
- Pfanz, Harry W., Gettysburg: Culp's Hill and Cemetery Hill, University of North Carolina Press, 1993, ISBN 0-8078-2118-7.
- Sauers, Richard A., "Battle of Gettysburg", Encyclopedia of the American Civil War: A Political, Social, and Military History, Heidler, David S., and Heidler, Jeanne T., eds., W. W. Norton & Company, 2000, ISBN 0-393-04758-X.
- Symonds, Craig L., American Heritage History of the Battle of Gettysburg, HarperCollins, 2001, ISBN 0-06-019474-X.
- Tagg, Larry, The Generals of Gettysburg, Savas Publishing, 1998, ISBN 1-882810-30-9.
- Trudeau, Noah Andre, Gettysburg: A Testing of Courage, HarperCollins, 2002, ISBN 0-06-019363-8.
- Tucker, Glenn, High Tide at Gettysburg, Bobbs-Merrill Co., 1958 (reprinted by Morningside House, 1983), ISBN 0-89029-715-4 {{isbn}}의 변수 오류: 유효하지 않은 ISBN..
- Wert, Jeffry D., Gettysburg: Day Three, Simon & Schuster, 2001, ISBN 0-684-85914-9.